# Магический кристалл
Маги́ческий криста́лл (также — хрустальный шар) — известный по многим легендам европейского Средневековья предмет, представляющий собой кристаллический или стеклянный шар, который якобы обладает магическими свойствами. Чаще всего под этим понимается возможность для гадалки или ясновидящего, использующих кристалл, видеть с его помощью будущее, реже — прошлое или просто далёкие места.
Традиционно магический кристалл представляет собой шар из более-менее прозрачного кристаллического материала (берилл, бесцветный кварц, искусственные кристаллы) или же из стекла (в этом случае он именуется «стеклянным шаром»). В зависимости от своей формы он может именоваться также «сферой», «глобусом» и другими терминами.
Иногда именуется «камнем видения». Существует несколько наименований гадания с помощью магического кристалла: в английском языке чаще всего используются слова Scrying и cristallomanzia. В парапсихологии употребляется термин «кристаллоскопия».

## Из истории
Определить точное время появления хрустального шара затруднительно. Использование объектов из прозрачных материалов для занятий магией или гаданиями практиковалось с древних времён и являлось общим для многих цивилизаций. Ещё во II тысячелетии до н. э. друиды — жрецы древних кельтов, населявших Британские острова, — использовали прозрачные камни для предсказывания будущего. Религия друидов имела сходство с древнейшей религией Англии (памятником которой является Стоунхендж), поэтому на деле такие гадания могли практиковаться и ранее.
В континентальной Европе хрустальные шары стали появляться не ранее 500-х годов, а относительное распространение получили только в период «Высокого Средневековья» (до 1500-х годов), если не позже.
В гробнице короля франков Хильдерика I (ум. 481/482) была найдена прозрачная сфера из берилла диаметром 3,8 сантиметра; это открытие породило легенду о том, что король мог использовать её для предсказания будущего. Объект был похож на другие шары, которые позже были найдены в гробницах периода Меровингов (во Франции) и правителей саксов (в Англии), некоторые из которых были в комплекте с рамкой, что предполагало декоративную природу объекта. Тем не менее, было отмечено, что эти кристаллы идентичны другим шарам, использовавшимся для заклинаний или гадания. Поэтому возможно, хотя и не точно, что эти хрустальные шары использовали для гадания.
В период 1100-х — 1500-х годов в Европе странствующие цыгане и различные шарлатаны, выдававшие себя за волшебников, ведьм, экстрасенсов, прорицателей и тому подобных, использовали хрустальные шары, якобы позволявшие им видеть «прошлое, настоящее и будущее».
Благодаря своей прозрачности природные драгоценные камни — бериллы — часто использовались для гадания ещё в древности. Жители Северо-Шотландского нагорья называли их «камнями власти». Хотя ранние хрустальные шары делались из берилла, позднее их стали изготавливать из кварца, ещё более прозрачного материала.

## Магия
Хрустальный шар использовался по-разному и для различных целей, но самой частой было гадание. Появился даже термин «кристаллизм», обозначающий гадание на хрустальных шарах.
Процесс «видения в хрустальном шаре» (англ. Scrying) представлял собой попытки увидеть какие-либо изображения внутри сферы, либо на её поверхности, чтобы затем интерпретировать их как важную информацию. Эта информация затем использовалась для советов по поводу принятия важных решений в различных областях жизни: любви, брака, финансового благополучия и так далее. Чаще всего это были предсказания о будущем, но иногда они трактовались как видения прошлого, отдалённых мест или же просто как символические образы, которые объяснялись исходя из навыков и знаний предполагаемого мага или исходя из личности получателя символического сообщения.
Хрустальный шар использовался также для имитации связи с умершими людьми или сверхъестественными существами, поскольку считалось, что характеристики данного объекта способствуют подобной коммуникации: практикующий якобы мог воспринимать образ умершего или сущности, но не воспринимать его чёткого изображения или лица, что считалось быть опасным.
Практике обращения с хрустальным шаром должен был предшествовать достаточно сложный предварительный ритуал, чтобы нужный эффект в итоге был достигнут.
Связь между практикующим и хрустальным шаром якобы могла осуществляться через зрение, то есть маг должен был смотреть на объект, через прикосновение, то есть осязательный контакт практикующего с объектом, или посредством обоих способов сразу. При использовании техники зрения маг якобы должен был пристально смотреть на шар, пока изображение не начнёт формироваться, и ни в коем случае не отводить взгляд в сторону до того момента, пока оно не исчезнет.
Чтобы «способствовать формированию образов», некоторые «маги» подносили хрустальные шары к тёмным стенам или оборачивали их чёрной тканью, а также занимались практикой с ним в тёмное время суток или на рассвете. Некоторые из них при этом в транс, тогда как другие — нет.

## Наука и псевдонаука
Джон Ди (13 июля 1527—1608 или 1609 г.г.), известный британский математик, астроном, географ, астролог и алхимик XVI века, личный консультант королевы Елизаветы I по вопросам науки, использовал кристальные шары в своих работах в области алхимии, гадания, мистики и герметической философии. В частности, Джон Ди утверждал, что получил кристальный шар от ангела 21 ноября 1582 года и затем использовал его несколько раз, чтобы поддерживать контакт с ангелами, пользуясь услугами ассистировавшего ему медиума Эдварда Келли. Кристальный шар из берилла диаметром 6 сантиметров, который, возможно, использовал Ди, сейчас хранится в Британском музее вместе с опорами, на которых он находился во время сеансов.
Два других хрустальных шара, относящихся ко временам Ди, хранятся в Музее истории науки в Оксфорде и в Музее науки в Лондоне. Оба они использовались их владельцами даже в качестве средства медицинской диагностики. Вместе со вторым шаром сохранилась и рукопись с инструкцией по его применению.
Кроме того, кристальный шар использовал Марк Антоний де Доминис — в качестве призмы, чтобы попытаться объяснить появление радуги.
В 1900 году был поставлен опыт по введению человека в гипнотическое состояние с целью изучения сомнамбулизма, для чего использовался кристальный шар.
Антропологи Эндрю Лэнг и Ада Гудрих-Фрир в XIX веке проводили множество экспериментов с кристальными шарами. Их исследования, в частности, показали, что старейшие кристальные шары, в том числе шар Ди, были именно из берилла, а не из кварца, как считалось ранее.
Первые попытки разоблачить мистицизм вокруг хрустального шара предпринимались ещё в XVI веке, хотя в то время они сами напоминали мистику. Так, алхимик Парацельс, живший в XVI веке, считал, что структура кристального шара взаимодействует с тем, что он называл magnes microcosmi, то есть «человеческим магнетизмом», и якобы именно это приводит к видениям.

## Иллюзионизм
Кристальные шары обрели второе рождение в XIX веке, став неотъемлемым атрибутом выступлений иллюзионистов-менталистов, в которых исполнитель отвечал на вопросы аудитории с помощью различных хитростей, но якобы — с помощью кристального шара; такие выступления носили названия «Crystal Gazing acts». Один из самых известных иллюзионистов начала XX века, Клод Александер, был известен как «Провидец Александер» и активно использовал кристальный шар.